# استیو آدامز (بازیکن فوتبال، زاده ۱۹۸۰)
استیو آدامز (انگلیسی: Steve Adams؛ زادهٔ ۲۵ سپتامبر ۱۹۸۰) بازیکن فوتبال اهل بریتانیا است.
از باشگاه‌هایی که در آن بازی کرده‌است می‌توان به باشگاه فوتبال شفیلد ونزدی، باشگاه فوتبال سوئیندون تاون، باشگاه فوتبال تورکی یونایتد، باشگاه فوتبال ترورو سیتی، باشگاه فوتبال پلیموث آرگیل، و باشگاه فوتبال فارست گرین راورز اشاره کرد.